# Étienne Tabourot
Pour les articles homonymes, voir Lesieur et Tabourot.
 (février 2022).
Œuvres principales
- Les Bigarrures
- Les Touches
- Les Apophtegmes du sieur Gaulard
- Les Escraignes dijonnoises

Étienne Tabourot, poète et écrivain mort à l'âge de 41 ans sur son lieu de naissance (Dijon). En plus d'être un homme de lettres, il fut procureur du roi au bailliage de Dijon, c'est-à-dire agent de l’autorité royale. 

## Biographie
Étienne Tabourot est né à Dijon en 1549 et y a fait ses premières études. Il les poursuit à Paris au collège de Bourgogne. Vers l’âge de seize ans, en 1565, il publie un premier recueil, comprenant une traduction latine du Fourmy de Pierre de Ronsard et du Papillon de Remy Belleau. Il quitte Paris pour Toulouse pour y faire son droit et, revenu à Dijon, il s’inscrit au barreau. 
En 1583 est imprimé, à Paris, son principal ouvrage, les Bigarrures du seigneur des Accords, suivi de plusieurs rééditions jusqu’en 1662. Le livre se présente comme un exposé méthodique de toutes les formes de jeux de mots, contrepèteries, calembours, à-peu-près, etc., avec de nombreux exemples.
En 1582, Étienne Tabourot achète un office de procureur du roi dans la juridiction de Dijon, puis devient par la suite un membre actif de la Ligue catholique pendant les guerres de religion en France.
Étienne Tabourot se fait volontiers appeler « Seigneur Des Accords » ou « Tabourot des Accords ». On lui connaît aussi d’autres pseudonymes, tels André Pasquet ou Joannes-Baptista Lichardus.

## Œuvres
- Le fourmy de P. de Ronsard à R. Belleau. Le Papillon de R. Belleau à P. de Ronsard, mis en latin par P. Est. Tabourot, avec quelques épigrammes latins... Paris : T. Bessault, 1565.
- Mitistoire barragouyne de Fanfreluche et Gaudichon, trouvée depuis n'aguere d'une exemplaire escrite à la main. De la valeur de dix atomes pour la recreation de tous bons Fanfreluchistes. Lyon : Jean Dieppi, 1574[1].
- Les Bigarrures du seigneur Des Accordz... Paris : Jean Richer, 1583.
- Les Bigarrures du seigneur Des Accords, revenues et augmentées de nouveau par l'autheur. Paris : Jean Richer, 1584.
- Les Touches du seigneur Des Accords. Premier [-quatriesme] livre... Paris : Jean Richer, 1585-1588.
- Les bigarrures du seigneur des Accords : de la derniere main de l'autheur. Paris : Jean Richer, 1586 (privilège du Roi du 13 octobre 1585).
- Icones et epitaphia quatuor postremorum ducum Burgundiae ex augustissima Valesiorum familia. Les Pourtraits des quatre derniers ducs de Bourgongne de la royale maison de Valois. Paris : Jean Richer, 1587.
- Premier livre des Escraignes dijonnoises : composé par le feu sieur du Buisson, baron de Grannas, & seigneur de Domoy en partie. Paris : Jean Richer, 1588.

La plupart de ces ouvrages ont été plusieurs fois réédités après la mort de Tabourot.
- Almanach ou Prognostication des laboureurs réduite selon le kalendrier grégorien, avec quelques observations particulières sur l'année 1588 de si long temps menacée... par Jean Vostet, Breton [anagramme de Estienne Tabourot]. (Paris : Jean Richer, 1588. 8°, 80 p. Paris BNF : V-29287(1). Ouvrage erronément attribué à Jean Tabourot dans le catalogue de la BNF.)

Tabourot a également édité, en le refondant et l’augmentant, le Dictionnaire des rimes françaises de Jean Le Fèvre (Paris : Jean Richer, 1587, in-8°).

### Éditions critiques modernes
- Estienne Tabourot, Les Bigarrures du Seigneur des Accords (Premier livre) : fac-similé de l'édition de 1588 ; notes et variantes par Francis Goyet, 2 vol., Genève : Droz, 1986 (Textes littéraires français, 340).
- Gabriel-André Pérouse (dir.), Les bigarrures du seigneur des accords, quatrième livre ; avec Les apophthegmes du Sr Gaulard ; éd. collective par le Groupe Renaissance & âge classique de l'Université Lyon II. Paris : H. Champion, 2004 (fac-similé de l'éd. de Paris : Jean Richer, 1586) ; rééd. Paris : Classiques Garnier, 2022.

## Descendance
Théodecte Tabourot (†1631), frère d’Étienne Tabourot, chanoine de Langres, seigneur des Accords, a laissé des ex-libris manuscrits dans les ouvrages ci-dessous :
- Marin Mersenne (sous le pseudonyme du Sieur de Sermes), Traité de l’Harmonie universelle..., Paris : Baudry, 1627. 
  - L'exemplaire de Paris, Bibl. de l'Arsenal (8° S 14459) porte sur la page de titre son ex-libris manuscrit daté 1630 (« Tabourot S? 1630 »), et sa devise « À tous accords » sur la page de garde supérieure. L'ex-libris est accompagné du dessin d'un tambour.
- Johannes Reuchlin, De Verbo mirifico, [Bâle,] Johannes Amerbach [post 21 IV 1494].
  - L'exemplaire de Paris, Bibl. de l'Arsenal (fol. T 544) porte sur la page de titre son ex-libris manuscrit (« T. Taborati sum »), avec la devise  « À tous accords » et le dessin d'un tambour.
- Johannes de Cuba, Le Jardin de santé, Paris, Antoine Vérard, 1500.
  - mention manuscrite rayée sur l'exemplaire de la Bibliothèque de l'École nationale supérieure des beaux-arts (Masson 661) : « A Mons. Theodecte Thabourot Chanoine de Langres. A tous Accords » sur le folio de titre restitué, accompagné de dessins de 3 tambours (daté du XVIe siècle par Dominique Coq)[2]
- Georgius Zothorus Zaparus Fendulus, Liber astrologiae, (Sicile (Palerme ?), XIIIe siècle)
  - La page de garde du manuscrit de la Bibliothèque nationale de France (lat. 7330) porte les inscriptions :  « À tous accords » et, plus bas, « Taboroti est ».